# Krnjevo
Krnjevo (cyr. Крњево) – wieś w Serbii, w okręgu podunajskim, w gminie Velika Plana. W 2011 roku liczyła 3777 mieszkańców.